# Clowesia amazonica
Clowesia amazonica es una especie de orquídea epifita, originaria de Sudamérica.

## Descripción
Es una especie de orquídea de tamaño pequeño a mediano que prefiere el clima cálido,  es epifita  con pseudobulbos ovado-cónicos, envueltos en la juventud por vainas de hojas caducas y que llevan hasta 8 hojas, grandes, plegadas, oblanceoladas, acuminadas, caducas antes de la floración. Florece en el otoño hasta el invierno en una inflorescencia colgante basal, de 30 cm de largo,  con flores con 4 a 6 brácteas sobre el pedúnculo.
Esta planta se diferencia de Clowesia warscewiczii en que tiene las flores mucho más pequeñas, la inflorescencia más grande y otro tipo de diferencias en los segmentos florales.

## Distribución y hábitat
Se encuentra en Venezuela, Ecuador , Perú  y Brasil en la región amazónica en las elevaciones de 200 a 800 metros.

## Taxonomía
Clowesia amazonica fue descrito por K.G.Lacerda & V.P.Castro y publicado en Bradea, Boletim do Herbarium Bradeanum 6(44): 386–388. 1995.
Etimología
Clowesia (abreviado Clow.), nombre genérico otorgado en honor del Reverendo  Clowes, un horticultor de orquídeas inglés del siglo XIX.
amazonas: epíteto geográfico que alude a su localización en la Cuenca del Amazonas.